# Europese kampioenschappen schaatsen afstanden 2024 - 1500 meter mannen
De 1500 meter mannen op de Europese kampioenschappen schaatsen 2024 werd verreden op zondag 7 januari 2024 in ijsstadion Thialf in Heerenveen.
Titelverdediger Kjeld Nuis haalde dit keer het zilver achter de Noor Peder Kongshaug. Patrick Roest completeerde het podium.

## Uitslag
| #      | Schaatsers           | Land        | Tijd       | Verschil |
| ------ | -------------------- | ----------- | ---------- | -------- |
| Goud   | Peder Kongshaug      | Noorwegen   | 1:44.25    |          |
| Zilver | Kjeld Nuis           | Nederland   | 1:44.34    | +0.09    |
| Brons  | Patrick Roest        | Nederland   | 1:44.40    | +0.15    |
| 4      | Sander Eitrem        | Noorwegen   | 1:45.29    | +1.04    |
| 5      | Wesly Dijs           | Nederland   | 1:45.44    | +1.19    |
| 6      | Allan Dahl Johansson | Noorwegen   | 1:46.01    | +1.76    |
| 7      | Moritz Klein         | Duitsland   | 1:46.05    | +1.80    |
| 8      | Bart Swings          | België      | 1:46.12    | +1.87    |
| 9      | Alessio Trentini     | Italië      | 1:46.23    | +1.98    |
| 10     | Daniele Di Stefano   | Italië      | 1:46.24 PR | +1.99    |
| 11     | Hendrik Dombek       | Duitsland   | 1:46.46    | +2.21    |
| 12     | Gabriel Odor         | Oostenrijk  | 1:46.54    | +2.29    |
| 13     | Mathias Vosté        | België      | 1:46.65    | +2.40    |
| 14     | Mathieu Belloir      | Frankrijk   | 1:47.01 PR | +2.76    |
| 15     | Stefan Emele         | Duitsland   | 1:47.27    | +3.02    |
| 16     | Francesco Betti      | Italië      | 1:47.28    | +3.03    |
| 17     | Livio Wenger         | Zwitserland | 1:47.54    | +3.29    |
| 18     | Szymon Wojtakowski   | Polen       | 1:48.47 PR | +4.22    |
| 19     | Samuli Suomalainen   | Finland     | 1:48.55    | +4.30    |
| 20     | Marcin Bachanek      | Polen       | 1:49.34    | +5.09    |

## IJs- en klimaatcondities
|                  | Start   | Eind    |
| ---------------- | ------- | ------- |
| Tijd             | 14:37   | 15:09   |
| Luchttemperatuur | 17,8°C  | 17,9°C  |
| IJstemperatuur   | -10,6°C | -11,1°C |
| Luchtvochtigheid | 38,1 %  | 38,4 %  |